# Tubeman

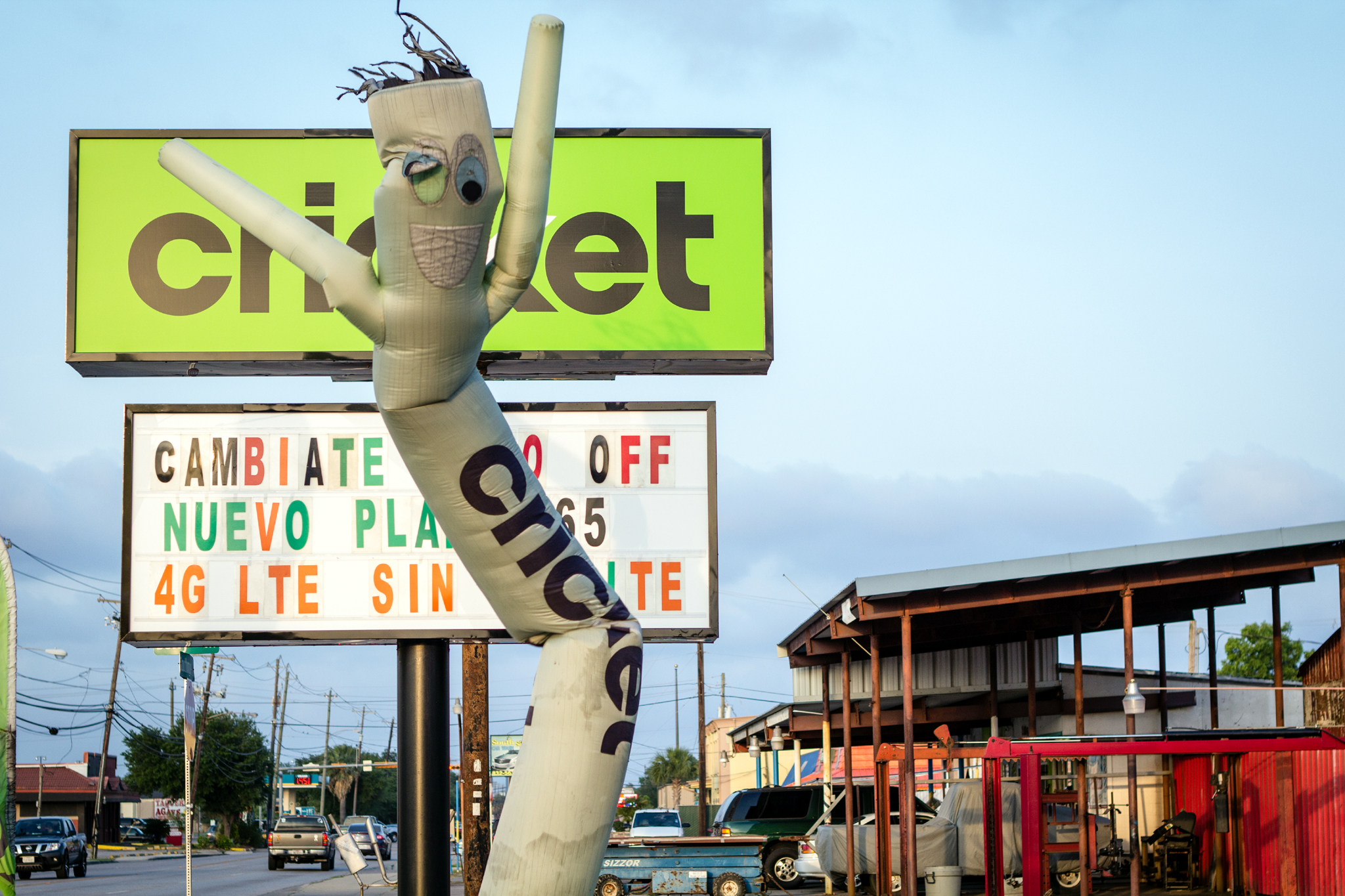
Tubeman in Pasadena, Texas

Ein Tubeman (englisch für Schlauchmann), unter anderem auch Airdancer (Lufttänzer) oder Skydancer (Himmelstänzer) genannt, ist eine aufblasbare Puppe, die entweder künstlich durch einen Ventilator oder natürlich durch den Wind in Bewegung versetzt wird. Die ursprünglich für die Eröffnungsfeier der Olympischen Sommerspiele 1996 entwickelten Figuren sind heute vor allem als Werbeträger bekannt.

## Entstehung

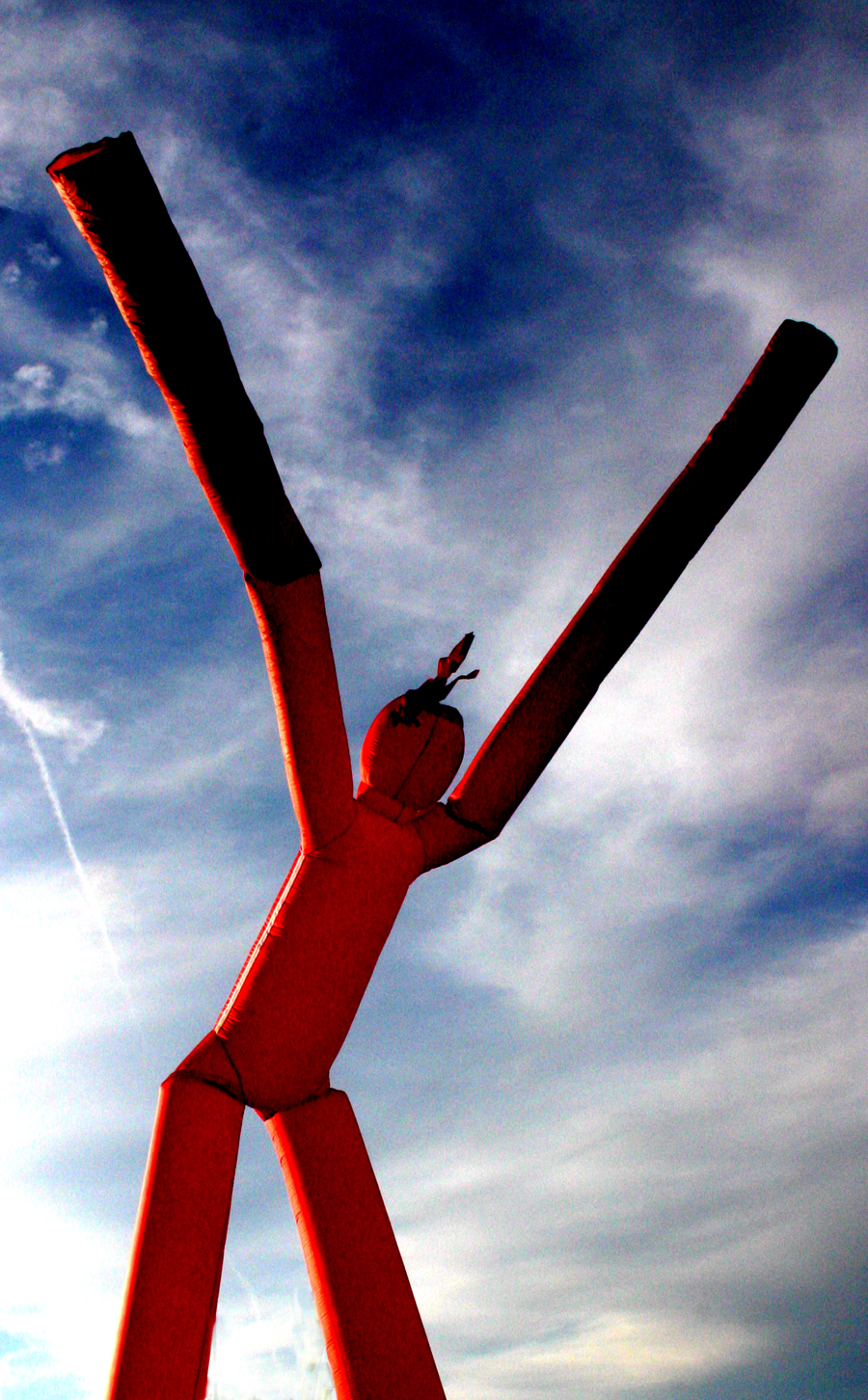
Zweibeiniger Tubeman nach Minshall/Gazit

In der Vorbereitung zu den Olympischen Sommerspielen 1996 in Atlanta wurde der trinidadische Künstler Peter Minshall damit beauftragt, die Eröffnungszeremonie des sportlichen Großereignisses zu gestalten. Minshall war mit dem Entwurf überdimensionaler Kostüme und Karnevalsfiguren sowie durch das Buch Caribbean Festival Arts bekannt geworden und hatte bereits bei den Spielen 1992 mit dem IOC zusammengearbeitet. Eine erste Idee abstrakter Schlauchpuppen als Projektionsfläche für Bilder musste verworfen werden, nachdem sie nicht wie geplant funktionierte. Also skizzierte er zwei Schlauchpuppen nebeneinander, führte sie am Rumpf zusammen und über dem Torso wieder auseinander und schuf auf diese Weise eine Figur mit Armen und Beinen, die er Tall Boy taufte.
Für die technische Umsetzung wurde der israelische Umweltkünstler Doron Gazit verpflichtet, der seinerseits bereits an den Olympischen Spielen 1984 mitgewirkt hatte. Gazit hatte sich mit Entwurf und Produktion experimenteller Windschläuche in bunten Farben einen Namen gemacht. Nachdem er einen Motor mit dem passenden Drehmoment gefunden hatte, feierten mehr als ein Dutzend 18 Meter hoher, tanzender Schlauchfiguren am 19. Juli 1996 im Centennial Olympic Stadium ihre Weltpremiere. Gazits Firma Tubeworks begann daraufhin mit der Produktion seiner Fly Guys, wie er die Figuren nannte, und fand erste Abnehmer in Microsoft und Sun Microsystems. Weil die Fly Guys zahlreiche Nachahmer auf den Plan riefen, sah sich der Künstler gezwungen, sein geistiges Eigentum durch ein Patent zu schützen, das 2001 vom entsprechenden US-Amt bestätigt wurde. Seither verkauft Gazit Lizenzen an andere Hersteller. Das Patent beinhaltet allerdings nur „dynamische, aufblasbare Objekte“, die über mindestens zwei Öffnungen für die ausströmende Luft, beispielsweise an den Armenden, verfügen. Peter Minshall, der in die Patentpläne nicht eingeweiht war, zeigte sich im Nachhinein von diesem Schritt seines Kollegen enttäuscht, bekundete aber selbst keine finanziellen Absichten.
Vergleichbare Figuren mit weniger starkem tänzerischen Aspekt hatte es bereits zuvor gegeben, so etwa 1986 bei einer Kunstausstellung in Zürich.

## Bezeichnungen
Die von den Erfindern Minshall und Gazit angedachten Namen Tall Boy und Fly Guy konnten sich nicht durchsetzen. Da das Gazit-Patent nur eine bestimmte Bauform betrifft und auch die Lizenznehmer in ihrer Namenswahl frei sind, kursieren bei unterschiedlichen Herstellern und Verkäufern der Schlauchfiguren viele verschiedene Produktbezeichnungen. Neben praktischen Namen wie Tube man, Tube guy oder Inflatable man erfreuen sich werbewirksame Bezeichnungen wie Airdancer oder Skydancer einer gewissen Beliebtheit und stehen teilweise unter Markenschutz. Manchmal werden passende Adjektive vorangestellt, wie etwa bei einem Auftritt in der Zeichentrickserie Family Guy (Staffel 5, Episode 5), in der von Wacky wavy inflatable arm-flailing tube men oder – in der deutschen Synchronfassung – Wabbel-wackelarmigen Windhosenkameraden die Rede ist.

## Anwendung

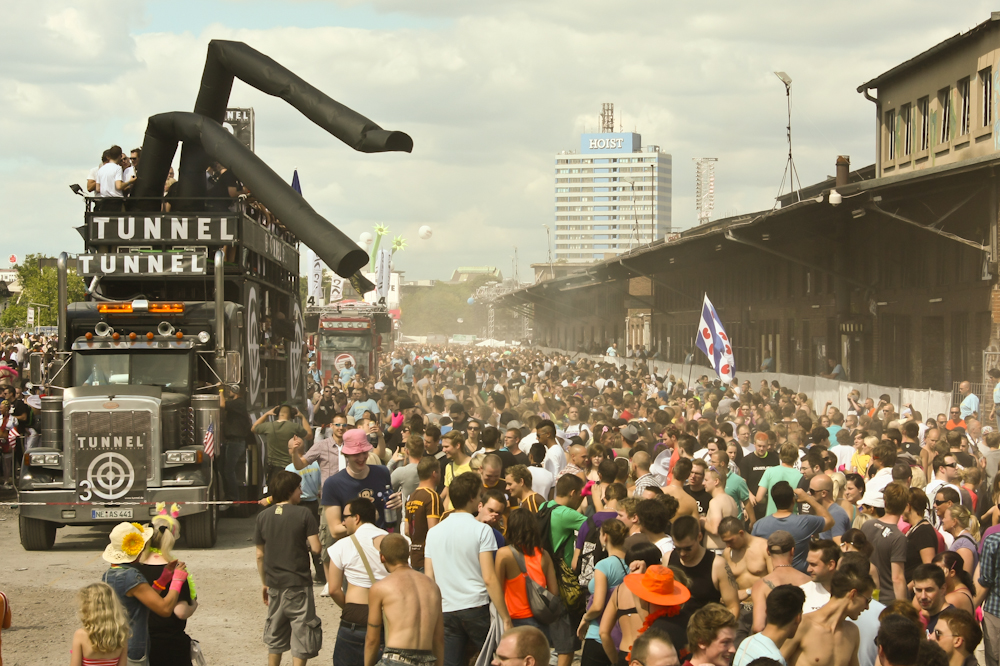
Aufblasbare Tubes auf der Loveparade 2010

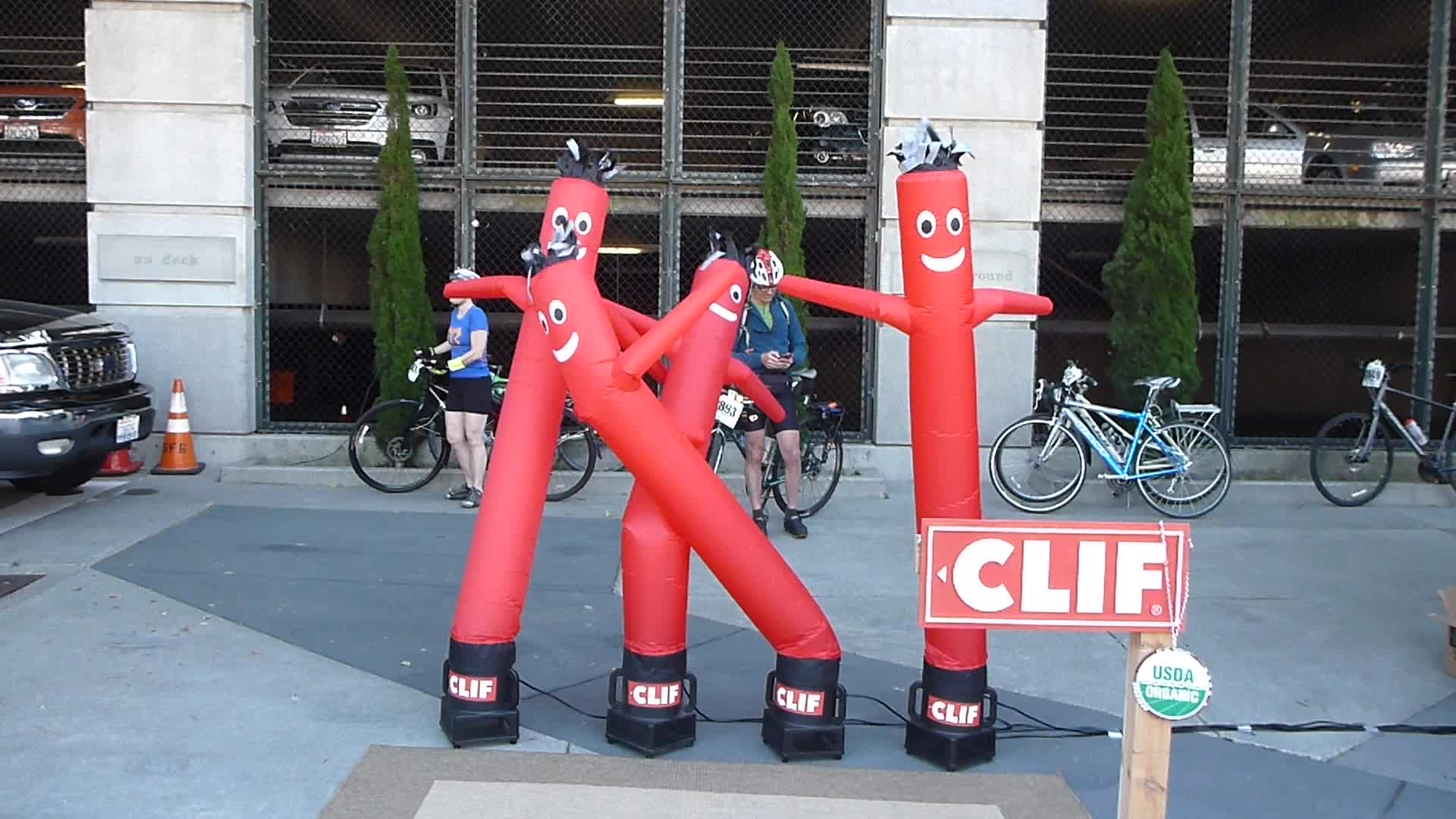
Tubemen als Werbeträger in Seattle

Dank Verwendung bei gewissen Großevents entwickelten sich die lustigen Schlauchfiguren vom reinen Kunst- und Unterhaltungsobjekt zu einem beliebten Werbeträger. Nach den Olympischen Spielen wurden sie etwa am 25. Januar 1998 während der Halbzeitshow des Super Bowl XXXII im Qualcomm Stadium von San Diego eingesetzt. Ein Jahr später traten sie in vereinfachter Form neben Ricky Martin bei dessen Performance von La Copa de la Vida im Rahmen der Verleihung der Grammy Awards 1999 auf.
Ab der Jahrtausendwende wurden vermehrt einschläuchige („einbeinige“) Figuren mit Gesichtern und kleineren Ärmchen produziert, die in der Werbung insbesondere von Gebrauchtwagenhändlern häufig eingesetzt werden. Sowohl Doron Gazit als auch der Produktionsmanager von Peter Minshall äußerten sich negativ über diese Variante der Erfindung: Ersterer nannte sie „sehr hässlich und unattraktiv“, letzterer eine „verarmte Version des Apparats“. Die Stadt Houston löste 2010 einen landesweiten Trend aus, indem sie die Schlauchfiguren neben Luftschlangen, Whirligigs und verschiedenen Licht, Dampf und Rauch produzierenden Geräten per Verordnung aus dem öffentlichen Raum verbannte. Die Entscheidung des Stadtrats erfolgte auf Druck einer Bürgerinitiative zur Verschönerung des Stadtbildes, die unter anderem mit der Ablenkung von Verkehrsteilnehmern sowie „visueller Unordnung“ argumentierte. Verbote wie dieses wirkten sich negativ auf das Geschäft mit den Apparaten aus, das außerdem unter chinesischen Replikaten litt und sich in der Folge immer mehr spezialisieren musste.
Ein neuer Anwendungszweck für die Geräte fand sich in ländlichen Gegenden der USA. Dort dienen teilweise meterhohe Tubemen als Vogelscheuchen, die unter dem Namen Air Ranger vermarktet werden. Die Wirksamkeit der Apparate gegen die von Vögeln verursachten Ernteschäden wird seit 2012 durch eine Studie untersucht und übertrifft laut Angaben vieler Farmer jene von herkömmlichen Methoden deutlich. Ein australischer Indie-Videospielentwickler schuf ein Fighting Game im Stil von Mortal Kombat, bei dem sich jeweils zwei Tubemen gegenüberstehen. Das Spiel mit dem Titel Inflatality feierte seine Premiere im November 2016 auf der PAX Australia und kam im ersten Quartal des Jahres 2017 in den Handel.

## Rezeption
Nicht zuletzt aufgrund der Kontroverse um Verbote und breiter Rezeption in der Populärkultur erlangten die Schlauchfiguren einen gewissen Kultstatus. Durch die Verwendung in Einkaufszentren, bei Partys, Festivals und anderen Veranstaltungen sind sie vor allem in den Vereinigten Staaten nahezu omnipräsent. 2014 widmete der Radiomacher Roman Mars den aufblasbaren Männchen eine Episode seines Podcasts 99% Invisible. Je nach Geschmack des Betrachters seien sie entweder voll „lächerlicher, freudiger Ausgelassenheit oder das Kitschigste auf der Welt“. Bereits im Intro zur Sendung lieferten Mars und sein Co-Produzent eine treffende Beschreibung der „Inflatable men“:

“Their wacky faces hover over us, and then fall down to meet us, and then rise up again. Their bodies flop. They flail. They are men. Men made of tubes. Tubes full of air.”

„Ihre schrulligen Gesichter schweben über uns, fallen uns entgegen und erheben sich wieder. Ihre Körper plumpsen. Sie schlagen wild um sich. Sie sind Männer. Männer aus Schläuchen. Schläuchen voller Luft.“